# Manic Pixie Dream Girl
Uma Manic Pixie Dream Girl (em tradução  livre: "garota maníaca fada dos sonhos") é um tipo de personagem modelo em filmes. O crítico de cinema Nathan Rabin, que cunhou o termo depois de ver Kirsten Dunst em Elizabethtown (2005), descreve GMFS como ''aquela criatura cinematográfica cintilante e superficial que só existe na imaginação febril dos escritores''. Dizem que as GMFSs ajudam a seu parceiro sem perseguir sua própria felicidade, e essas personagens nunca crescem e seus parceiros da mesma forma.

## Exemplos
As GMFSs são personagens estáticas com características excêntricas e são descaradamente infantis.Invariavelmente, elas servem de interesse romântico para um protagonista masculino, muitas vezes melancólico e deprimido. Bons exemplos são a personagem de Natalie Portman no filme Hora de Voltar, escrito e dirigido por Zach Braff, , a personagem de Kate Hudson em Quase Famosos. e a personagem de Zooey Deschanel em (500) Dias Com Ela.
As manic pixie dream gril são personagens secundárias, que servem apenas de suporte ao protagonista masculino. Sua função principal é propiciar uma mudança de visão de mundo do homem.
No caso de personagens como a Amélie Poulain, interpretada por Audrey Tautou no filme francês O Fabuloso Destino de Amélie Poulain de 2001, não se trata de ser uma manic pixie dream gril. Amélie Poulain, além de ser a personagem principal do filme, é retratada de uma forma aprofundada e cheia de nuances. O seu par romântico no filme é quem assume o papel de personagem secundário, sendo apenas uma parte  entre várias outras na vida de Amélie.